# WASP-76b

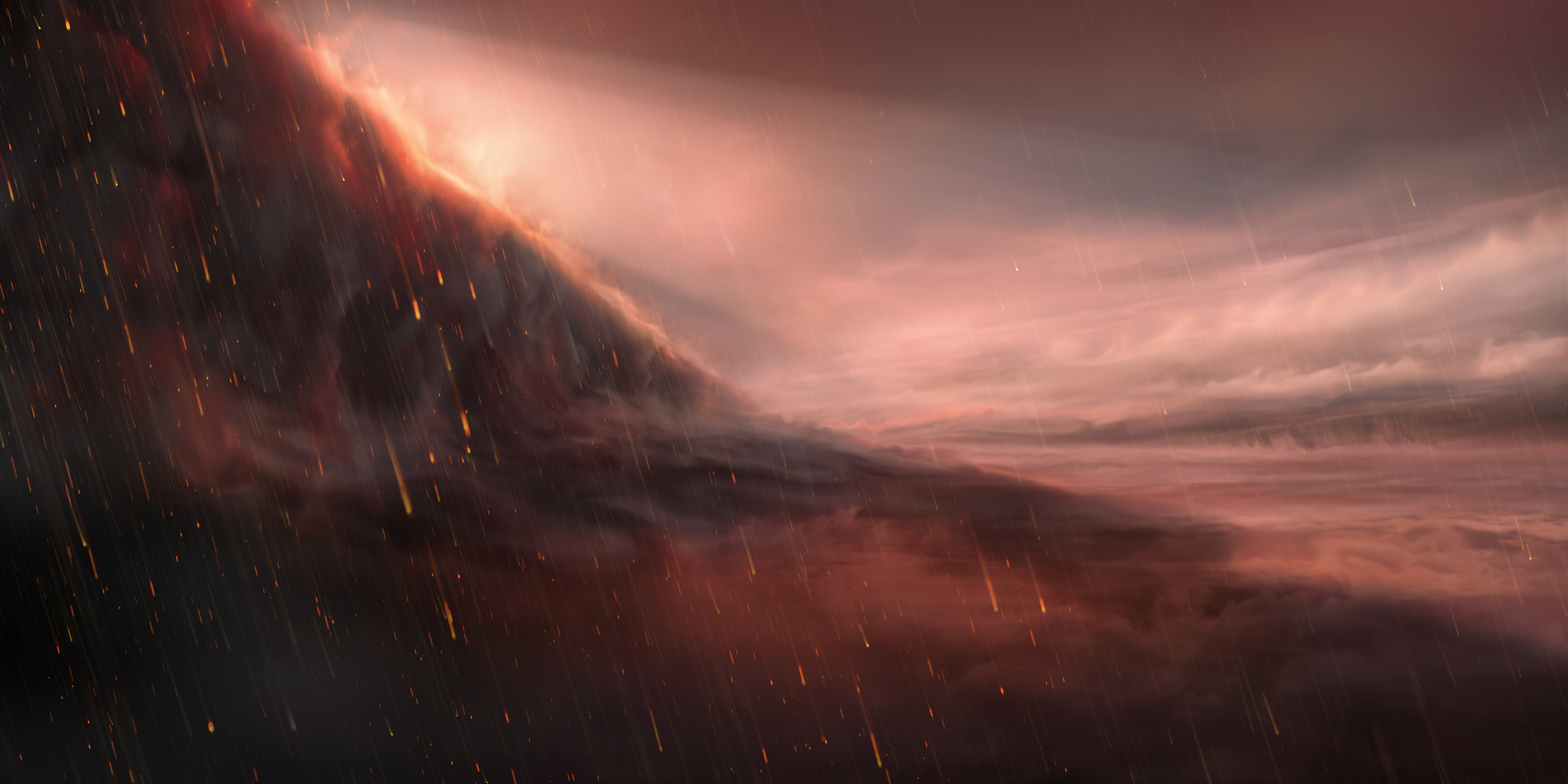
Ilustración de un artista que muestra WASP-76b durante sus horas nocturnas.

WASP-76b es un exoplaneta del tipo Júpiter caliente en la constelación de Piscis . Descubierto el 21 de octubre de 2013, orbita una estrella de secuencia principal de tipo F BD+01 316 (WASP-76). Su masa es 0,92 veces la masa de Júpiter .
La temperatura de equilibrio del planeta es de 2,190 k (1920 °C), y su temperatura medida en el lado diurno es más caliente aún, alcanzando 2,500 ± 200 k (2227 ± 200 ºC) .
Los estudios sugieren que WASP-76b es el único planeta en su sistema estelar.
Los datos de los telescopios espaciales Hubble y Spitzer indican la presencia de óxido de titanio y rastros de agua en la atmósfera del planeta. Los espectros de mayor resolución han presentado Li, Na, Mg, Ca, Mn, K y Fe ionizados, pero no se encontraron Ti, Cr, Ni ionizados ni óxidos moleculares de Ti, V o Zr . La presencia de calcio se confirmó en 2021.
La atmósfera de WASP-76b es nublada y principalmente gris, con una cantidad significativa de incandescencia térmica.

## Especulación de lluvia de hierro
En marzo de 2020, los hallazgos espectroscópicos iniciales indicaron la presencia de hierro neutro. Por ello, se especuló que si la temperatura en el planeta pudiera alcanzar los 2,400 ºC (lo suficientemente caliente para vaporizar el hierro neutro) y lo suficientemente frío para condensar el vapor a 1,400 ºC, el hierro podría llover como un líquido.
En mayo de 2020, el telescopio espacial Hubble descubrió que la luz de una compañera estelar distorsionaba el espectro anterior de WASP-76b. Usando datos de un espectro actualizado, se obtuvo un modelo atmosférico actualizado, revelando una atmósfera de hidrógeno - helio, sin la presencia del hierro neutro informado anteriormente (incluida la "lluvia de hierro"  ). Para 2021, la controversia se resolvió al demostrar que la señal tentativa de condensación de hierro también puede aparecer debido a la asimetría de temperatura entre las extremidades delanteras y traseras. Sin embargo, los datos existentes no permiten distinguir entre los dos escenarios.
Los modelos de circulación atmosférica planetaria para WASP-76b sugieren densas capas de nubes formadas por óxido de aluminio, hierro neutro u ortosilicato de magnesio, pero no hay una condensación significativa de hierro en el lado nocturno.